# Saskia Esken

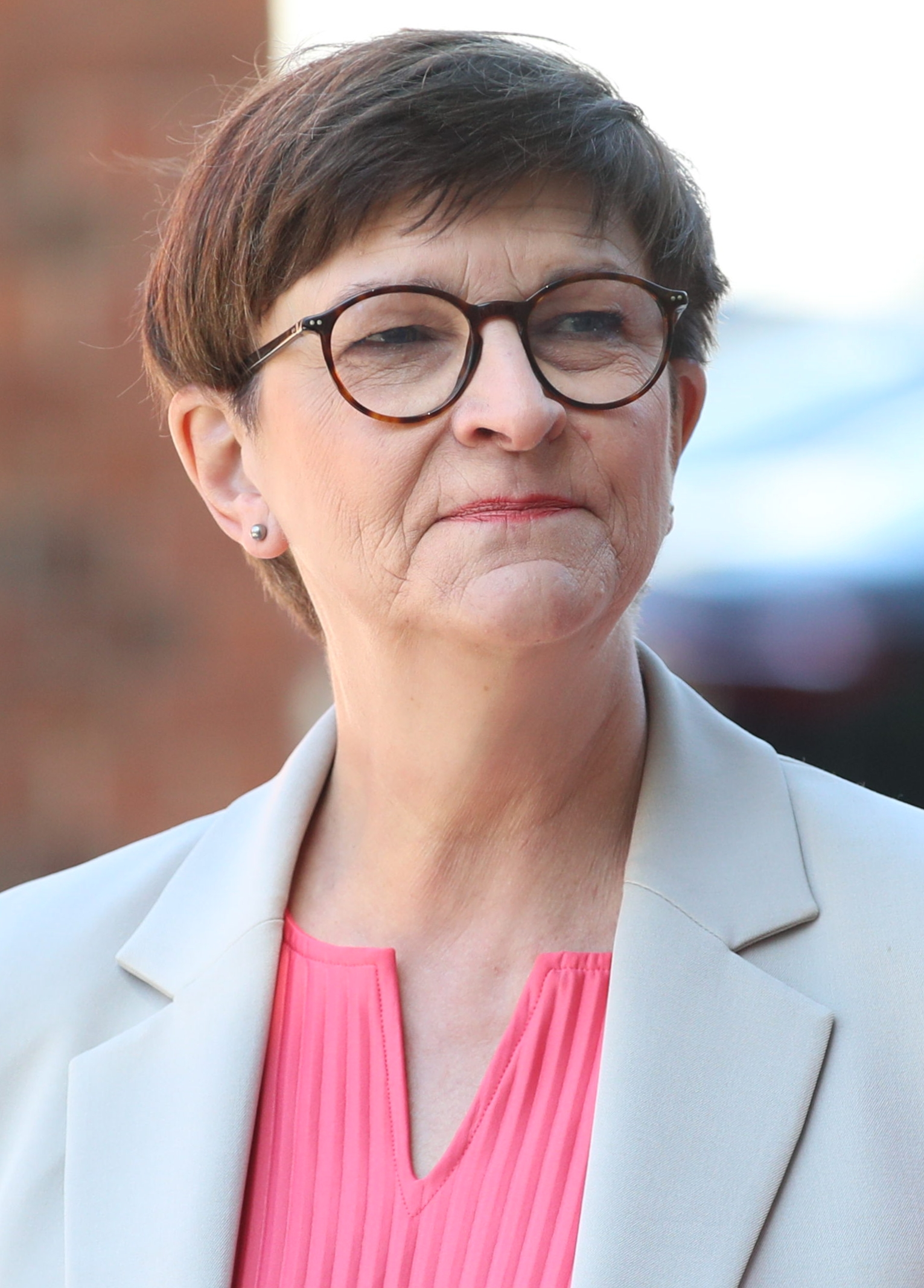
Saskia Esken (2025)

Saskia Christina Esken (* 28. August 1961 in Stuttgart als Saskia Christina Hofer) ist eine deutsche Politikerin (SPD). Sie ist seit 2013 Mitglied des Deutschen Bundestages und war von 2019 bis 2025 eine der beiden Parteivorsitzenden der SPD.

## Leben

### Herkunft, Beruf und Privates
Saskia Esken wurde als Tochter von Siegfried Hofer und dessen Frau Gisela, geb. Nadler, in Stuttgart geboren. Sie wuchs in Renningen bei Böblingen auf. Ihr politisches Engagement begann in einem Jugendhaus in Weil der Stadt, zu dessen Gründern Bernd Riexinger gehörte. Während ihre Eltern wegen Willy Brandt der SPD beitraten, war ihr die Partei damals nicht links genug. Ihr Abitur erlangte sie am Johannes-Kepler-Gymnasium in Weil der Stadt. Als Erste in ihrer Familie habe sie eine Universität besucht, das Studium an der Universität Stuttgart dann „nach vier Semestern Germanistik und Politik“ abgebrochen. Esken tourte fortan als Straßenmusikerin mit der Gitarre durch Süddeutschland, schlief in ihrem Auto, kellnerte in Kneipen, lieferte Pakete aus, war Chauffeurin und Schreibkraft an der Universität Stuttgart. Zudem arbeitete sie als Produktionshelferin.
Esken schloss am Berufskolleg für Informatik der Akademie für Datenverarbeitung Böblingen eine Ausbildung zur staatlich geprüften Informatikerin ab und arbeitete anschließend in der Softwareentwicklung, bis sie ihre Berufstätigkeit nach der Geburt ihres ersten Kindes im Jahre 1994 beendete. Über die ehrenamtliche Elternvertretung kam sie zur Bildungspolitik und war von 2012 bis 2014 als stellvertretende Vorsitzende des Landeselternbeirats Baden-Württemberg tätig.
Esken ist seit 1993 mit Roland Esken verheiratet, mit dem sie drei Kinder hat. Ihr Mann ist im Ruhestand und engagiert sich als Vorsitzender des Vereins Württembergische Schwarzwaldbahn Calw – Weil der Stadt (WSB) e. V. für einen Ausbau der Stuttgarter S-Bahn. Auch Saskia Esken unterstützt das Anliegen. Nach der Wahl von Saskia Esken in den Deutschen Bundestag zogen sie von Bad Liebenzell nach Calw. Esken gibt an, dass sie wegen einer Hirnhautentzündung in ihrer Kindheit, durch die der Gehörnerv im linken Ohr abgestorben sei, nur auf dem rechten Ohr höre und daher bei Gesprächen oft links außen sitze.

### Partei
Esken trat 1990 der SPD bei. Sie war von 2008 bis 2015 Vorsitzende des Ortsvereins Bad Liebenzell und von 2010 bis 2020 Vorsitzende des Kreisverbands Calw. Auf den Landesparteitagen am 19. Oktober 2013 und am 10. Oktober 2015 wurde sie als Beisitzerin in den Vorstand der SPD Baden-Württemberg gewählt. Nach den großen Verlusten bei der Landtagswahl 2016 fand am 22. Oktober 2016 eine vorgezogene Neuwahl des Landesvorstands statt, bei der sie die Wiederwahl in den Landesvorstand verpasste. Auf dem Landesparteitag am 24. November 2018 verpasste sie erneut die Wahl in den Landesvorstand.

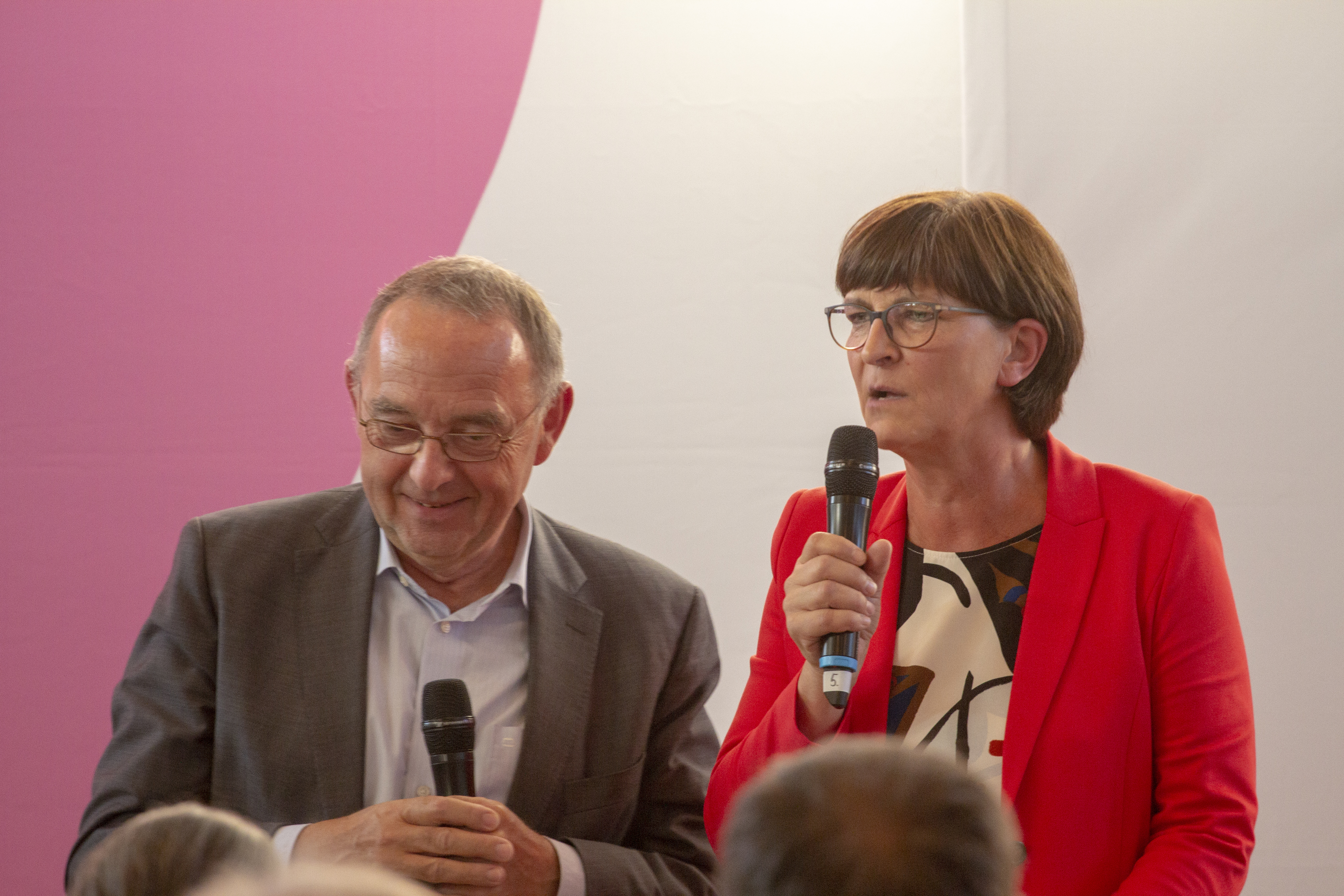
Saskia Esken (r.) und Norbert Walter-Borjans (l.) bei der SPD-Regionalkonferenz zur Wahl des SPD-Vorsitzes am 10. September 2019 in Nieder-Olm

Bei der Wahl zum SPD-Vorsitz 2019 kandidierte Esken zusammen mit Norbert Walter-Borjans, dem ehemaligen Finanzminister Nordrhein-Westfalens. Nominiert wurden sie von der SPD Nordrhein-Westfalen. Die Jusos und deren Vorsitzender Kevin Kühnert unterstützten ihre Kandidatur. Beim ersten Wahlgang im Oktober 2019 belegten Esken und Walter-Borjans mit 21,0 Prozent der Stimmen den zweiten Platz hinter Klara Geywitz und Olaf Scholz, die 22,7 Prozent der Stimmen erhielten. Bei der Stichwahl im November 2019 erhielten Esken und Walter-Borjans 53,1 Prozent der Stimmen und Geywitz und Scholz 45,3 Prozent der Stimmen. Auf dem Bundesparteitag am 6. Dezember 2019 wurden Esken mit 75,9 Prozent und Walter-Borjans mit 89,2 Prozent der Delegiertenstimmen zu Parteivorsitzenden gewählt. Esken erhielt damit das bis dato zweitschlechteste Ergebnis bei einer SPD-Vorsitzendenwahl ohne Gegenkandidaten. Zuvor erhielt nur Sigmar Gabriel 2015 mit 74,3 Prozent der Delegiertenstimmen ein schlechteres Ergebnis.
Am 8. November 2021 nominierte das Präsidium Esken und Lars Klingbeil als Kandidaten für den Parteivorsitz. Walter-Borjans hatte auf eine erneute Kandidatur verzichtet. Auf dem Bundesparteitag am 11. Dezember 2021 wurden Esken mit 76,7 Prozent und Klingbeil mit 86,3 Prozent der Delegiertenstimmen zu Parteivorsitzenden gewählt. Auf dem Bundesparteitag am 8. Dezember 2023 wurde sie mit 82,6 Prozent der Stimmen, ebenso wie Klingbeil, wiedergewählt.
Nachdem bereits im September 2024 Forderungen aus der SPD zur Personalie Esken hinsichtlich deren Talkshow-Teilnahmen gestellt worden waren, wurden im März 2025 parteiintern Rufe nach einem Rückzug Eskens von ihrem Posten als Parteivorsitzende laut. Im Mai 2025 gab Esken bekannt, dass sie sich aus der Parteiführung zurückziehen und beim nächsten Parteitag im Juni 2025 nicht noch einmal als SPD-Vorsitzende kandidieren wolle. Ihr folgte Bärbel Bas nach.

### Abgeordnete
Esken war von 2007 bis 2014 Mitglied des Gemeinderats von Bad Liebenzell und von 2009 bis 2020 Mitglied des Kreistags des Landkreises Calw.
Bei der Bundestagswahl 2009 kandidierte sie auf Platz 28 der Landesliste Baden-Württemberg und im Wahlkreis Calw. Ihr Platz auf der Landesliste reichte nicht für den Einzug in den Deutschen Bundestag aus. Im Wahlkreis Calw, der seit 1949 ununterbrochen durch den CDU-Kandidaten gewonnen wurde, erreichte sie mit 20,2 Prozent der Erststimmen hinter Hans-Joachim Fuchtel von der CDU den zweiten Platz.
Bei der Bundestagswahl 2013 zog sie über Platz 18 der Landesliste Baden-Württemberg in den Deutschen Bundestag ein. Im Wahlkreis Calw belegte sie mit 20,2 Prozent der Erststimmen erneut hinter Hans-Joachim Fuchtel von der CDU den zweiten Platz. In der 18. Wahlperiode war sie Mitglied im Ausschuss für Bildung, Forschung und Technikfolgenabschätzung, im Ausschuss Digitale Agenda und im Parlamentarischen Beirat für nachhaltige Entwicklung. Außerdem war sie stellvertretende Sprecherin der Fraktionsarbeitsgruppe Digitale Agenda.
Bei der Bundestagswahl 2017 zog sie über Platz 15 der Landesliste Baden-Württemberg erneut in den Deutschen Bundestag ein. Im Wahlkreis Calw erreichte sie mit 16,9 Prozent der Erststimmen erneut hinter Hans-Joachim Fuchtel von der CDU den zweiten Platz. In der 19. Wahlperiode war sie Mitglied im Ausschuss für Inneres und Heimat, im Ausschuss Digitale Agenda und in der Enquete-Kommission Künstliche Intelligenz. Ebenso war sie stellvertretende Sprecherin der Fraktionsarbeitsgruppe Digitale Agenda. Nach ihrer Wahl zur Bundesvorsitzenden im Dezember 2019 gab sie ihre Ausschussmitgliedschaften und ihre Position als stellvertretende Sprecherin der Fraktionsarbeitsgruppe Digitale Agenda auf.
Bei der Bundestagswahl 2021 zog sie über Platz 1 der Landesliste Baden-Württemberg erneut in den Deutschen Bundestag ein. Im Wahlkreis Calw belegte sie mit 17,2 Prozent der Erststimmen den zweiten Platz hinter Klaus Mack von der CDU.
Ursprünglich wollte Esken nach der Legislaturperiode des 20. Deutschen Bundestags in Rente gehen. Im Jahr 2024 entschied sie, auch bei der Bundestagswahl 2025 antreten zu wollen, bei der sie die Landesliste der SPD in Baden-Württemberg anführte.
Bei der vorgezogenen Bundestagswahl am 23. Februar 2025 erreichte die SPD unter Bundeskanzler Olaf Scholz und Eskens Co-Vorsitz 16,4 % der Zweitstimmen und wurde damit Drittplatzierte. In ihrem Wahlkreis 280 (Calw) erzielte Esken 12,89 % der Erststimmen und lag damit hinter den Gegenkandidaten der CDU mit 39,04 % und der AfD mit 24,21 % ebenfalls auf Platz 3. Über Platz 1 der Landesliste der SPD Baden-Württemberg zog Esken erneut in den Bundestag ein.
Seit dem 21. Mai 2025 ist Esken Vorsitzende des Ausschusses für Bildung, Familie, Senioren, Frauen und Jugend.

### Mitgliedschaften
Esken ist Mitglied der überparteilichen Europa-Union Deutschland, die sich für ein föderales Europa und den europäischen Einigungsprozess einsetzt. Darüber hinaus ist sie Fördermitglied der Gesellschaft für Freiheitsrechte, die das Ziel verfolgt, mit strategischer Klageführung die Grundrechte und die Menschenrechte zu erhalten und auszubauen.

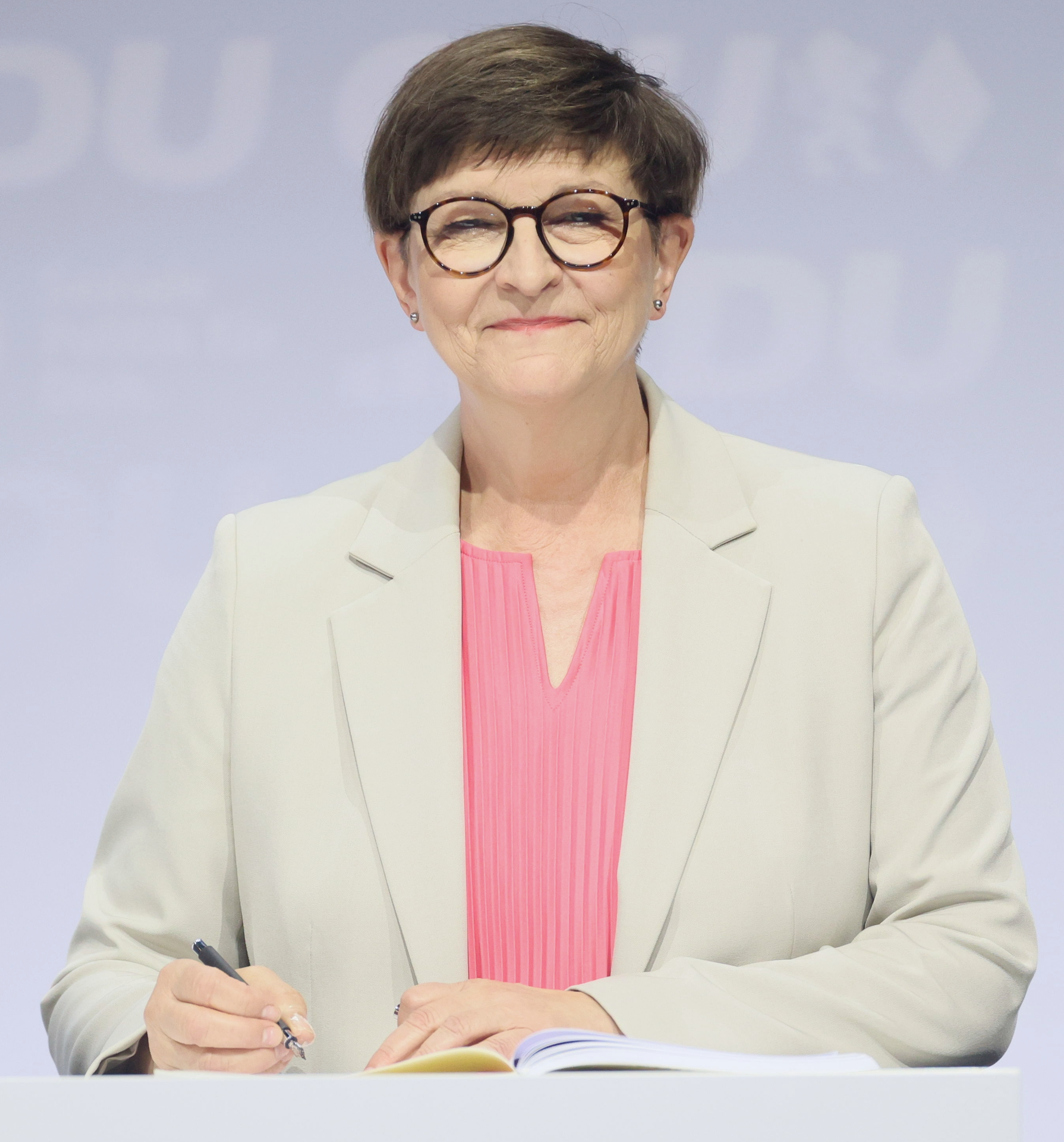
Esken bei der Unterzeichnung des Koalitionsvertrages von Union und SPD 2025

## Politische Positionen
Esken ist Mitglied der Parlamentarischen Linken, in der sich der linke Flügel der SPD-Bundestagsfraktion zusammengeschlossen hat. Sie sieht sich als Antifaschistin.
Nach der Bundestagswahl 2017 bezeichnete Esken die Agenda 2010 als Sündenfall, für den die SPD noch immer die Rechnung bezahle. Zugleich erklärte sie, die SPD müsse „endlich damit aufhören, ihre Personalentscheidungen in Hinterzimmern auszubaldowern und uns dann zu präsentieren.“ Nachdem das Bundesverfassungsgericht Kürzungen des Arbeitslosengelds II für teilweise verfassungswidrig erklärt hatte, forderte Esken im November 2019 die Abschaffung der Hartz-IV-Sanktionen.
Esken erklärte im Rahmen der Halbzeitbilanz des Kabinetts Merkel IV, dass eine Fortsetzung der Großen Koalition nur nach einer sofortigen Erhöhung des Mindestlohns „auf mindestens 12 Euro“, dem Abrücken von der Schuldenbremse und einer Nachbesserung des Klimapakets vertretbar wäre. Sie bezeichnete das Klimaschutzpaket der Bundesregierung als „zu wenig ambitioniert und außerdem sozial ungerecht“. Für den Fall, dass CDU und CSU keiner Nachverhandlung des Koalitionsvertrags zustimmen, wollte Esken „dem Parteitag empfehlen, die Koalition zu verlassen“. Diese Position wurde von Esken jedoch später wieder revidiert.
Esken war vor ihrer Kandidatur für den Bundesparteivorsitz, insbesondere als Netzpolitikerin aktiv. Sie ist gegen die Vorratsdatenspeicherung und für ein Recht auf Verschlüsselung. In der Debatte um die EU-Urheberrechtsreform 2019 war sie gegen die Einführung der darin vorgesehenen Upload-Filter (Artikel 13) und gegen das Leistungsschutzrecht für Presseverleger auf EU-Ebene (Artikel 11). Esken befürwortet die Entkriminalisierung von Cannabis „unter strengen Auflagen und unter strikter Beachtung des Jugendschutzes.“
Esken argumentiert für die Einführung eines Tempolimits auf deutschen Autobahnen, dieses sei „gut für Klima und Sicherheit“. Oft sei die „Bevölkerung weiter als die Politik“. In diesem Zuge spricht sie sich dafür aus, den Willen der Mehrheit „auch gegen den Protest von Lobbygruppen“ durchzusetzen.
Nach dem Beschluss des Nachtragshaushaltes zur Finanzierung der Corona-Folgen, der zusätzliche Schulden in Höhe von 156 Milliarden Euro vorsieht, forderte Esken am 1. April 2020 eine Vermögensabgabe für Besserverdienende.
Esken sprach sich am 29. Dezember 2021 für eine Impfpflicht gegen COVID-19 aus.
Im Juli 2024 sprach sich Esken für eine weltweite Sondersteuer für Milliardäre aus, welche auf dem G20-Gipfel von Brasilien vorgeschlagen wurde. Die Steuer sähe einen zweiprozentigen Steuersatz pro Jahr auf Milliardenvermögen vor.

## Kontroversen
In der Silvesternacht 2019/20 kam es im Stadtteil Connewitz in Leipzig zu Auseinandersetzungen zwischen der Polizei und Feiernden, die Erinnerungen an den Überfall auf Connewitz im Januar 2016 weckten. Da Esken die Taktik der Polizei, deren anfängliche Berichterstattung und Darstellung infrage stellte und eine Überprüfung des Polizeieinsatzes forderte, geriet sie in die Kritik. Kritiker warfen ihr daraufhin vor, Täter-Opfer-Umkehr zu betreiben. Auch Parteifreunde wie Sigmar Gabriel kritisierten ihre Aussagen. Esken gab an, ihre Aussagen seien falsch interpretiert worden, rückte aber inhaltlich nicht von ihrer Polizeikritik ab.
In Folge der Proteste gegen Polizeigewalt in den USA warf Esken der deutschen Polizei „latenten Rassismus“ vor und forderte eine Aufarbeitung von übermäßiger Polizeigewalt und Rassismus. Ihr zufolge würde die große Mehrheit der Polizeibediensteten solchen Tendenzen sehr kritisch gegenüberstehen und unter dem potenziellen Vertrauensverlust, der sich daraus ergebe, leiden. Politiker von SPD und CDU sowie Mitglieder der Gewerkschaft der Polizei (GdP) kritisierten diese Aussagen. Die GdP sprach von einer „verbalen Klatsche“ gegen die Polizei und auch der SPD-Innenminister von Rheinland-Pfalz Roger Lewentz fand kritische Worte gegenüber Esken. Der SPD-Innenminister von Niedersachsen Boris Pistorius sprach in diesem Zusammenhang von einem „ungerechtfertigten Generalverdacht“; auch seine Kollegen aus Thüringen und Berlin, beide SPD, distanzierten sich von Eskens Anschuldigungen.
In die Kritik geriet Esken für einen Tweet im Kontext des Todesfalls George Floyd und der Reaktion Trumps, „die Antifa“ verbieten zu wollen; in diesem zählte sie sich selbst zur Antifa. In einem Tweet antwortete sie, dass Antifa für sie „ein Kurzwort für Antifaschismus“ ist und bezog sich dabei auf eine mögliche Bedeutung im Duden. Sie würde weder die Umdeutung durch die Neue Rechte noch die Besetzung durch Gewalttaten linker Randgruppen, die wie jede Gewalttat verwerflich sind und strafrechtlich verfolgt gehören, akzeptieren. Kritiker aus CDU und FDP warfen ihr daraufhin mangelnde Differenzierung sowie eine aus deren Sicht falsche Verwendung des Begriffs „Antifa“ vor.
Nachdem die SPD-Chefin sich vehement gegen eine Förderung von PKW mit Verbrennungsmotor, auch von spritsparenden und normalen hybriden Fahrzeugen, im Rahmen des Corona-Konjunkturpakets eingesetzt hatte, zeigten sich Gewerkschaftsvertreter der IG Metall verärgert. Ex-SPD-Chef Sigmar Gabriel sagte, die Art und Weise, wie die SPD-Führung auf die Kritik der IG Metall reagiert habe, sei „an Arroganz kaum zu überbieten“.
Im Juni 2021 stimmte der Deutsche Bundestag mit den Stimmen der Großen Koalition dem Einsatz von Staatstrojanern durch Bundespolizei, Nachrichtendienste des Bundes und Landesbehörden für Verfassungsschutz zu. Eskens öffentliche Distanzierung zum Einsatz von Staatstrojanern sorgte für Kritik aus der SPD-Bundestagsfraktion. Die SPD-Bundestagsabgeordnete Ulli Nissen nannte ihr Verhalten schäbig. Juso-Vertreter unterstützten Eskens Haltung, kritisierten aber, dass sie als Parteivorsitzende nicht die Zustimmung der SPD verhindert hat.
Der Psychologe Ahmad Mansour warf ihr vor, Islamismus und Politischen Islam zu verharmlosen und nicht ausreichend zu berücksichtigen, nachdem Esken in einer Talkshow behauptet hatte, Islamismus drücke „per se keine gruppenbezogene Menschenfeindlichkeit aus“ und sei „keine Diskriminierung“. Daher positioniere die SPD sich in ihrem Wahlprogramm zwar gegen Islamfeindlichkeit, aber nicht gegen Islamismus. Mansour wirft der SPD vor, sich unter Esken von liberalen Muslimen entfernt zu haben.
Nach dem Messeranschlag in Solingen am Abend des 23. August 2024 äußerte sie zwei Tage später in der Talkshow Caren Miosga: „Gerade aus diesem Anschlag lässt sich, glaube ich, nicht allzu viel lernen, weil der Täter ja offenkundig nicht polizeibekannt war, insofern auch nicht unter Beobachtung stand“. Der innenpolitische SPD-Sprecher Tom Schreiber zeigte sich über diese Aussage entsetzt und kritisierte eine reflexhafte Phrasendrescherei und das Fehlen eines inneren Kompasses. Auch der Extremismusforscher Ahmad Mansour kritisierte die Aussage vehement und forderte einen Rücktritt Eskens. In Pressekommentaren gab es ebenfalls Kritik an der Aussage. Im September 2024 bewertete Esken ihre eigene Aussage als „nicht klug und richtig“. Dennoch forderte die stellvertretende SPD-Landesvorsitzende von Brandenburg, Katrin Lange, einen Talkshow-Verzicht für Esken.